# ویندکرست (تگزاس)
ویندکرست، تگزاس(به انگلیسی: Windcrest, Texas) شهری در ایالت تگزاس از ایالات جنوبی ایالات متحده آمریکا است. در سرشماری سال ۲۰۰۰، جمعیت این شهر ۵۱۰۵ نفر اعلام شد.